# Período de incubação
Período de incubação é o tempo decorrido entre a exposição de um animal a um organismo patogénico e a manifestação da doença. Neste período o hospedeiro não apresenta sintomas, pois todo o processo está acontecendo no âmbito celular.
Difere da latência porque nesta se contabiliza o tempo entre contato com o agente patogênico e a efetiva infecção, ou seja, o tempo entre contato e colonização ou entre contato e replicação (para vírus) ou entre contato e reprodução intra-hospedeiro para protozoários etc. 
O organismo infectado entra em contato com o agente agressor através dos glóbulos de defesa que tentarão reconhecê-lo e preparar o combate à doença, ou eliminar o intruso através dos anticorpos que porventura tenha armazenado em seus linfócitos por uma infecção anterior do mesmo agente ou pelo uso da vacina específica. No caso de uma doença esse período pode variar para cada pessoa, daí o motivo de existir um intervalo de alguns dias conhecidos para cada doença. Para muitas doenças este período não é conhecido.

## Período patogênico
Desenvolvimento do processo doença desde o momento da interação inicial agente—hospedeiro até sua resolução final.
Está dividido ainda em:
- Período de incubação;
- Período prodrômico;
- Período de estado;
- Período de resolução.

### Período de incubação
Período que decorre desde o momento em que o agente etiológico se instala no organismo do hospedeiro, até o início dos sinais ou sintomas clínicos da doença.
É importante o seu conhecimento para estabelecimento de medidas de profilaxia, como quarentena e vigilância sanitária dos comunicantes, que deverão ter como duração o intervalo de tempo correspondente ao período máximo de incubação da doença .

### Período prodrômico
Geralmente dura de um a três dias antes do período de estado, quando já pode haver a transmissão do agente causal e com manifestações mínimas do organismo.

### Período de estado
Neste ponto começa realmente a doença, com a manifestação de seus sinais e sintomas característicos. Sua duração depende da evolução e características próprias, além dos efeitos da interação agressor—hospedeiro. A transmissibilidade é máxima nos primeiros dias, geralmente três a cinco dias.

### Período de evolução
Completado o ciclo do agressor, havendo a sua eliminação pelo hospedeiro, este período se caracteriza pela reparação dos órgãos e tecidos que foram danificados durante a doença. Agora não há risco de transmissão da doença.
1. 1 2  «Glossário de Epidemiologia» (PDF)
2. ↑  Módulos de Princípios de Epidemiologia para o Controle de Enfermidades. Módulo 2: Saúde e doença na população. Organização Pan-Americana da Saúde. Brasília. Ministério da Saúde, 2010.
3. ↑  «O que faz de um micro-organismo um patógeno? - Microbiologia». www.microbiologia.ufrj.br. Consultado em 17 de maio de 2022